# قطعنامه ۳۶۲ شورای امنیت
قطعنامه ۳۶۲ شورای امنیت سازمان ملل متحد که در تاریخ ۲۳ اکتبر ۱۹۷۴ تصویب شد، سندی بین‌المللی دربارهٔ مصر-اسرائیل است. این قطعنامه طی نشست ۱٬۷۹۹ام با ۱۳ موافق، ۰ مخالف و ۰ ممتنع تصویب شد.